# Marcos Sequeiros Estévez
Marcos Sequeiros (Sevilla, 12 de desembre de 1973) és un exfutbolista andalús, que jugava com a davanter.

## Trajectòria
Va començar a destacar a l'Sporting de Gijón, jugant tres partits i marcant un gol la temporada 94/95. Deixa el filial sportinguista i el 1996 recala al CD Badajoz, on gaudeix d'alguns minuts com a davanter suplent.
L'estiu de 1997 s'incorpora al filial de l'Atlètic de Madrid, que jugava també a Segona Divisió. A l'Atlético B signa una discreta temporada 97/98, però a la següent qualla una gran campanya, marcant fins a 24 gols i assolint el títol de màxim golejador de la categoria. Tot i això, no troba un lloc al primer equip i el 1999 marxa a la UD Las Palmas.
Al conjunt illenc torna a ser el davanter de refresc. Anota cinc gols que contribueixen a l'ascens dels canaris a Primera, però Sequeiros passa a la Universidad de Las Palmas CF. Començaria així una ratxa de quatre descensos consecutius pels equips pels quals passaria el sevillà: la mateixa Universidad, Las Palmas (on retorna a jugar a la màxima categoria), SD Compostela i Algesires. De tots ells, només va ser titular al conjunt gallec, on va marcar 9 dianes.
Després de jugar una temporada amb l'Algesires a la Segona B, a l'estiu del 2005 fitxa pel CD Leganés. Estaria dues campanyes amb els pepineros, per després recalar-hi al Unión Collado Villalba, un modest equip madrileny.